# Rohoznice (zámek)
Lovecký zámeček u Rohoznice je zpustlý zámeček v lese mezi Dobřenicemi a Rohoznicí u Klechtáveckého rybníka na hranicích okresů Pardubice a Hradec Králové. Nechal jej postavit v roce 1880 statkář Jan Weinrich. Za první republiky zámeček koupil Karel Loevenstein, po druhé světové válce objekt zkonfiskoval stát a zámeček začal chátrat. Po roce 1989 restituovala zámeček Loevensteinova dcera Karla Katschnerová. V roce 2024 jej vlastnil Rodrigo Katschner.